# انتخابات مجلس خبرگان رهبری (۱۳۸۵)
انتخابات چهارمین دورهٔ مجلس خبرگان رهبری همزمان با انتخابات شوراهای اسلامی شهر و روستا در ۲۴ آذر ۱۳۸۵ برگزار شد.
در این انتخابات، در کنار جامعتین، ائتلاف خبرگان و کارآمدی نیز نامزدهای خود را برای سراسر کشور معرفی کرد. دیگر تشکل حاضر در انتخابات که نامزدهای خود در سراسر کشور را ارائه نمود، حزب اعتماد ملی بود.
مجمعتین (ائتلاف مجمع روحانیون مبارز و مجمع مدرسین و محققین حوزه علمیه قم) در این انتخابات، از ارائه فهرست انتخاباتی خودداری کرد و ائتلاف اصلاح‌طلبان نیز اعلام بی‌طرفی کرد.

## یادداشت
1. ↑  ائتلاف جامعتین ۳۱ کرسی اختصاصی به دست آورد و به همراه ۳۷ کرسی مشترک، در مجموع ۶۸ کرسی به دست آورد. این ائتلاف دارای ۱۸ کرسی مشترک با ائتلاف خبرگان و کارآمدی، ۱۴ کرسی مشترک با حزب اعتماد ملی و ۵ کرسی مشترک بین هر سه بود.
2. ↑  ائتلاف خبرگان و کارآمدی ۱ کرسی اختصاصی به دست آورد و به همراه ۲۷ کرسی مشترک، در مجموع ۲۸ کرسی به دست آورد. این ائتلاف دارای ۱۸ کرسی مشترک با جامعتین، ۴ کرسی مشترک با حزب اعتماد ملی و ۵ کرسی مشترک بین هر سه بود.
3. ↑  حزب اعتماد ملی ۲ کرسی اختصاصی به دست آورد و به همراه ۲۳ کرسی مشترک، در مجموع ۲۵ کرسی به دست آورد. این حزب دارای ۱۴ کرسی مشترک با جامعتین، ۴ کرسی مشترک با ائتلاف خبرگان و کارآمدی، و ۵ کرسی مشترک بین هر سه بود.